# Magyarország az 1954-es atlétikai Európa-bajnokságon
Magyarország a Bernben megrendezett 1954-es atlétikai Európa-bajnokság egyik részt vevő nemzete volt. Az ország a versenyen 41 sportolóval képviseltette magát.

## Érmesek
| Érem  | Versenyző                                                 | Versenyszám     | Dátum         |
| ----- | --------------------------------------------------------- | --------------- | ------------- |
| Arany | Szentgáli Lajos                                           | 800 m           | augusztus 28. |
| Arany | Rozsnyói Sándor                                           | 3000 m akadály  | augusztus 28. |
| Arany | Földessy Ödön                                             | Távolugrás      | augusztus 28. |
| Arany | Zarándi László Varasdi Géza Csányi György Goldoványi Béla | 4 × 100 m       | augusztus 29. |
| Ezüst | Kovács József                                             | 10 000 m        | augusztus 25. |
| Bronz | Adamik Zoltán                                             | 400 m           | augusztus 27. |
| Bronz | Róka Antal                                                | 50 km gyaloglás | augusztus 27. |
| Bronz | Szécsényi József                                          | Diszkoszvetés   | augusztus 28. |
| Bronz | Csermák József                                            | Kalapácsvetés   | augusztus 29. |

## Eredmények

### Férfi
| Versenyző                                                 | Versenyszám     | Előfutam | Előfutam | Előfutam | Elődöntő | Elődöntő | Elődöntő | Döntő         | Döntő         |
| Versenyző                                                 | Versenyszám     | Idő      | Hely.    | Össz.    | Idő      | Hely.    | Össz.    | Idő           | Helyezés      |
| --------------------------------------------------------- | --------------- | -------- | -------- | -------- | -------- | -------- | -------- | ------------- | ------------- |
| Zarándi László                                            | 100 m           | 10,8     | 1.       | 2.       | 10,9     | 3.       | 11.      | kiesett       | kiesett       |
| Senkei József                                             | 100 m           | 11,2     | 5.       | 24.      | kiesett  | kiesett  | kiesett  | kiesett       | kiesett       |
| Senkei József                                             | 200 m           | 22,0     | 3.       | 16.      | kiesett  | kiesett  | kiesett  | kiesett       | kiesett       |
| Adamik Zoltán                                             | 400 m           | 47,9     | 1.       | 4.       | 48,1     | 2.       | 5.       | 47,6          |               |
| Solymossy Egon                                            | 400 m           | 49,4     | 4.       | 20.      | kiesett  | kiesett  | kiesett  | kiesett       | kiesett       |
| Szentgáli Lajos                                           | 800 m           | 1:51,8   | 1.       | 6.       | 1:50,0   | 1.       | 1.       | 1:47,1        |               |
| Bárkányi István                                           | 800 m           | 1:52,4   | 3.       | 14.      | 1:52,8   | 8.       | 16.      | kiesett       | kiesett       |
| Iharos Sándor                                             | 1500 m          | 3:51,2   | 2.       | 3.       |          |          |          | 3:47,0        | 6.            |
| Rózsavölgyi István                                        | 1500 m          | 3:54,6   | 6.       | 19.      |          |          |          | kiesett       | kiesett       |
| Garay Sándor                                              | 5000 m          | 14:43,6  | 4.       | 16.      |          |          |          | 14:44,6       | 9.            |
| Kovács József                                             | 5000 m          | 14:38,6  | 2.       | 8.       |          |          |          | nem ért célba | nem ért célba |
| Kovács József                                             | 10 000 m        |          |          |          |          |          |          | 29:25,8       |               |
| Juhász Béla                                               | 10 000 m        |          |          |          |          |          |          | nem ért célba | nem ért célba |
| Zarándi László Varasdi Géza Csányi György Goldoványi Béla | 4 × 100 m       | 40,8     | 1.       | 1.       |          |          |          | 40,6          |               |
| Karádi Péter Szentgáli Lajos Solymossy Egon Adamik Zoltán | 4 × 400 m       | 3:12,00  | 1.       | 5.       |          |          |          | 3:26,10       | 5.            |
| Rozsnyói Sándor                                           | 3000 m akadály  | 9:01,0   | 2.       | 2.       |          |          |          | 8:49,6        |               |
| Jeszenszky László                                         | 3000 m akadály  | 9:06,2   | 2.       | 8.       |          |          |          | 8:59,4        | 5.            |
| Lippay Antal                                              | 400 m gát       | 53,2     | 2.       | 7.       | 52,6     | 3.       | 8.       | 52,4          | 6.            |
| Róka Antal                                                | 50 km gyaloglás |          |          |          |          |          |          | 4:31:32,2     |               |
| Somogyi János                                             | 50 km gyaloglás |          |          |          |          |          |          | 4:41:40,4     | 5.            |

| Versenyző        | Versenyszám   | Selejtező | Selejtező | Döntő    | Döntő    |
| Versenyző        | Versenyszám   | Eredmény  | Helyezés  | Eredmény | Helyezés |
| ---------------- | ------------- | --------- | --------- | -------- | -------- |
| Homonnay Tamás   | Rúdugrás      | 4,05 m    |           | 4,30 m   | 5.       |
| Földessy Ödön    | Távolugrás    | 7,39 m    | 1.        | 7,51 m   |          |
| Bolyki István    | Hármasugrás   | 14,42 m   | 11.       | kiesett  | kiesett  |
| Kövesdi Ferenc   | Súlylökés     | 14,82 m   | 12.       | 15,70 m  | 6.       |
| Mihályfi János   | Súlylökés     | 14,72 m   | 13.       | 15,18 m  | 11.      |
| Szécsényi József | Diszkoszvetés | 50,15 m   | 3.        | 51,58 m  |          |
| Klics Ferenc     | Diszkoszvetés | 47,38 m   | 9.        | 51,43 m  | 4.       |
| Csermák József   | Kalapácsvetés | 59,33 m   | 1.        | 59,72 m  |          |
| Németh Imre      | Kalapácsvetés | 51,75 m   | 18.       | 56,86 m  | 6.       |
| Krasznai Sándor  | Gerelyhajítás | 66,90 m   | 9.        | 68,45 m  | 8.       |

### Női
| Versenyző                                                | Versenyszám | Előfutam | Előfutam | Előfutam | Elődöntő | Elődöntő | Elődöntő | Döntő   | Döntő    |
| Versenyző                                                | Versenyszám | Idő      | Hely.    | Össz.    | Idő      | Hely.    | Össz.    | Idő     | Helyezés |
| -------------------------------------------------------- | ----------- | -------- | -------- | -------- | -------- | -------- | -------- | ------- | -------- |
| Neszmélyi Vera                                           | 100 m       | 12,3     | 2.       | 8.       | 12,2     | 3.       | 7.       | 12,1    | 5.       |
| Tilkovszky Ibolya                                        | 100 m       | 12,3     | 3.       | 8.       | kiesett  | kiesett  | kiesett  | kiesett | kiesett  |
| Kazi Aranka                                              | 800 m       | 2:11,8   | 1.       | 4.       |          |          |          | 2:11,9  | 4.       |
| Bácskai Anna                                             | 800 m       | 2:12,5   | 3.       | 10.      |          |          |          | 2:14,6  | 9.       |
| Oros Ágnes                                               | 800 m       | 2:11,8   | 4.       | 6.       |          |          |          | kiesett | kiesett  |
| Gyarmati Olga Dénes Ida Tilkovszky Ibolya Neszmélyi Vera | 4 × 100 m   | 48,5     | 5.       | 10.      |          |          |          | kiesett | kiesett  |

| Versenyző     | Versenyszám   | Döntő    | Döntő    |
| Versenyző     | Versenyszám   | Eredmény | Helyezés |
| ------------- | ------------- | -------- | -------- |
| Gyarmati Olga | Távolugrás    | 5,39 m   | 15.      |
| Fehér Mária   | Súlylökés     | 12,93 m  | 8.       |
| Serédi Zsuzsa | Diszkoszvetés | 42,15 m  | 9.       |
| Szikora Ilona | Diszkoszvetés | 37,98 m  | 15.      |
| Vígh Erzsébet | Gerelyhajítás | 43,74 m  | 8.       |